# Jean-Claude Moreau
Pour les personnes ayant le même patronyme, voir Moreau.
Jean-Claude Moreau, né le 14 janvier 1755 à Lyon (Lyonnais) et mort le 9 décembre 1828 à La Tronche (Isère), est un général français de la Révolution et de l’Empire.

## États de service
Il entre en service le 1er septembre 1771, comme soldat dans l’ancien régiment de Custine-dragons, et en sort par congé acheté le 25 avril 1773. Le 8 mai 1773, il reprend du service comme fusilier au régiment de Rouergue-infanterie, et il quitte ce corps par congé acheté le 3 septembre 1779.
Le 1er janvier 1793, il s’engage dans le 4e bataillon de volontaires du Mont-Blanc, il passe adjudant-major le 6 février 1793, capitaine le 8 juin, et chef de ce bataillon le 9 juin. Il fait les campagnes de l’an II et de l’an III à l’armée des Pyrénées orientales, et il obtient le grade de chef de brigade honoraire le 28 juin 1795 dans la 11e demi-brigade d’infanterie de ligne.
Le 29 octobre 1797, Bonaparte le nomme chef de brigade titulaire à la 14e demi-brigade d’infanterie, nomination confirmé par arrêté du Premier consul en date du 8 février 1801. Il sert aux armées d’Italie et des Grisons, et il se distingue à l’affaire de Lignago le 26 mars 1799 où il reçoit un coup de feu à l’épaule.
Il est promu général de brigade le 29 août 1803, et il fait partie du camp de Saint-Omer en l’an XII et en l’an XIII, sous les ordres du maréchal Soult. Il est fait chevalier de la Légion d’honneur le 11 décembre 1803, et commandeur de l’ordre le 14 juin 1804. Il prend un commandement dans la 3e division du corps d’armée centre, et il passe le 31 août 1805 à l’armée des côtes de l’Océan, puis l’année suivant au 1er corps de l’armée de réserve.
Le 20 septembre 1806, il commande l’avant-garde du corps des gardes nationales du Nord, et le 8 décembre 1807, il est employé dans la 24e division militaire. Le 3 janvier 1809, il rejoint la 11e division militaire et le 27 février il est appelé à l’armée d’Italie. Le 3 avril 1810, il prend le commandement supérieur de la place d’Ancône, et il est créé baron de l’Empire le 3 mai suivant.
Le 8 avril 1811, il est nommé commandant du département du Var, et le 15 janvier 1812, il est attaché au 2e corps de la Grande Armée. Il se distingue dans plusieurs combats et notamment au passage de la Bérézina le 28 novembre, où il est grièvement blessé. Le 19 mars 1813, il est élevé à la dignité de grand officier de la Légion d’honneur par une faveur spéciale de l’Empereur, qui lui confie le commandement du département de l’Yonne le 27 octobre 1813.
Le 22 février 1814, lors de la campagne de France, il reçoit du duc de Trévise l’ordre de prendre le commandement de la ville de Soissons. La ville est mal fortifiée et a peu de troupes, mais ce sont des unités polonaises aguerries, et l’artillerie est bien servie. Le 2 mars 1814, lorsque la ville est attaquée de toutes parts, il songe à préserver la ville d’un assaut et à sauver sa garnison. Après une négociation avec le général Von Bülow, il remet la ville à l’ennemi et il se retire sur Villers-Cotterêts avec son artillerie et ses bagages.
Le 5 mars l’Empereur apprenant la reddition de Soissons, ordonne son arrestation et sa traduction devant un conseil de guerre. Arrêté et conduit à Paris, il est écroué à la prison de l’Abbaye en attendant son jugement. Il ne doit sans doute son salut qu’aux événements du mois d’avril 1814, et si la révolution du 31 mars lui sauve sa tête et son honneur, il n’en est pas moins condamné par toute l’armée française, qui ne doute pas que, sans la reddition de Soissons, c’en était fait de l’armée de Blücher dont la destruction devait entraîner la retraite de toutes les forces de la coalition.
Il est mis en congé le 7 mai 1814, et le roi Louis XVIII, lui donne le commandement du département de l’Indre le 31 août et le fait chevalier de Saint-Louis.
Le 15 avril 1815, l’Empereur le maintient dans son poste, et il est remplacé le 8 août suivant avant d’être admis à la retraite le 4 septembre.
Il meurt le 9 décembre 1828, à La Tronche près de Grenoble.

## Dotation
- Le 15 août 1809, donataire d’une rente de 4 000 francs sur les biens réservés à Rome.

## Armoiries
| Figure | Nom du baron et blasonnement |
| ------ | --- |
|        | Armes du baron Jean-Claude Moreau et de l'Empire, décret du 15 août 1809, lettres patentes du 3 mai 1810, Grand officier de la Légion d'honneur Coupé au premier parti adextré d'or à la tête de lion arrachée de sable au comble d'azur chargé de deux étoiles en fasces d'argent à sénestre des barons tirés de l'armée, au deuxième de sable à la tête de cheval d'or bridé de gueules - Livrées : les couleurs de l'écu. |